# Дубровин, Сергей (певец)
Сергей Дубровин (настоящее имя — Сергей Васильевич Дубина; род. 27 марта 1972, Кременчуг, Полтавская область, Украинская ССР, СССР) — российский певец. С 1992 по 2001 год — участник группы «Фристайл». Наиболее известен исполнением песни «Ах, какая женщина!».

## Биография
Сергей Дубина родился и вырос на Украине. С раннего детства он проявлял интерес к музыке — солировал в хоре и участвовал в школьном ВИА. В становлении Сергея, как музыканта, большую роль сыграл брат Александр, научивший его игре на гитаре. Впоследствии братья играли в разных музыкальных коллективах вместе. По окончании 8-го класса Сергей поступает в Александрийское культурно-просветительное училище на отделение «Хоровое дирижирование» и в 1990 году заканчивает его с красным дипломом. По окончании училища Сергей с братом и ещё тремя единомышленниками образовали группу «Фрези Грант». Репетировали ребята в г. Полтава в репетиционке 22 завода (именно там, где начинала свою карьеру гр. «Фристайл»). Позже Сергей устраивается на должность руководителем ВИА в «Дом офицеров» города Кременчуга.
В марте 1992 года по результатам конкурса Сергей становится солистом группы «Фристайл», заменив Вадима Казаченко. Солистка группы Нина Кирсо предложила ему взять псевдоним «Сергей Дубровин». Работая в группе, Сергей записывает 5 альбомов, в том числе альбом «Ах, какая женщина!» в 1995 году. С песней «Ах, какая женщина!» в 1996 году группа стала лауреатом песенного фестиваля «Песня года». В группе «Фристайл» Сергей проработал почти 10 лет (1992—2001) и в августе 2001 года, оставив группу, уехал в Германию.
В 2002 году, закончив языковой колледж для иностранцев, Сергей поступает в университет в немецком городе Фрайбург (Брайсгау). Параллельно с учёбой Сергей работает над новыми проектами и песнями. В 2012 году выходит его сольный альбом «Ты — половинка моя» с участием жены артиста Ирины Вальтер, как автора музыки и слов. В 2014 году был выпущен ещё один сольный альбом альбом «Бесконечное небо». В 2017 году Сергей и Ирина решились на эксперимент, объединив усилия с певицей Любовью Шепиловой, и записали дуэтный альбом «Второе крыло». И в этом же году выходит в свет ещё один сольный альбом Сергея — «Женские тайны».
В августе 2017 года, после 16 лет проживания в Германии, Сергей вместе с семьёй вернулся в Россию. С этого момента Сергей работает и гастролирует по России. Песни артиста звучат на радиостанциях, таких как: «Авторадио», «Русское радио», «Ретро ФМ», «Радио Дача», «Милицейская волна», «Дорожное радио», «Радио Шансон». Он являлся участником разнообразных фестивалей страны: «Дискотека СОЮЗ», «Супердискотека 90-х», «Юрмала Шансон», «Русская душа».

## Дискография

### Альбомы в составе гр. Фристайл
1. 1992 — «Грош цена тебе»
2. 1993 — «Измученное сердце»
3. 1995 — «Ах, какая женщина»
4. 1997 — «Кораблик любви»
5. 2001 — «Звёздный дождь»

### Сольные альбомы
1. 2012 — «Ты — половинка моя»
2. 2014 — «Бесконечное небо»
3. 2017 — «Второе крыло» — дуэтный альбом с Л.Шепиловой
4. 2017 — «Женские тайны»

### Компакт-диски
1. 1994 — «И новое, и лучшее» (2 CD — «Бекар Records»)
2. 1994 — «Грош цена тебе» (ФРГ, агентство Михаила Фридмана)
3. 1994 — «Измученное сердце» (ФРГ, агентство Михаила Фридмана)
4. 1994 — «Фристайл — Made in Germany» (ФРГ, агентство Михаила Фридмана)
5. 1995 — «Ах, какая женщина» («Jeff Records»)
6. 1996 — «Фристайл — любимые песни» — 2 CD («Jeff Records»)
7. 1997 — «Цветёт калина» («Jeff Records»)
8. 1997 — «Кораблик любви» («Jeff Records»)
9. 1997 — «Черёмуха» («Jeff Records»)
10. 2001 — «Звёздный дождь» («STM Records» — «Grand Records»)
11. 2002 — «Фристайл» (серия «Grand Collection» — «Квадро-Диск»)
12. 2012 — «Ты — половинка моя»[8]
13. 2014 — «Бесконечное небо»[9]
14. 2017 — «Второе крыло» Дуэтный альбом с Л. Шепиловой[10]
15. 2017 — «Женские тайны»[11]

## Видео
- Выступление Сергея Дубровина и группы «Фристайл» с песней «Ах, какая женщина!» на телевизионном фестивале «Песня-96»
- Выступление Сергея Дубровина с песней «Ах, какая женщина!» в программе «Песня года» (1996)
- Сергей Дубровин в передаче «Не совсем старые песни о главном. Часть 1» программы «Мужское/Женское». Первый канал (5 ноября 2015). Дата обращения: 14 января 2016.
- Сергей Дубровин в передаче «Не совсем старые песни о главном. Часть 2» программы «Мужское/Женское». Первый канал (6 ноября 2015). Дата обращения: 14 января 2016.
- Сергей Дубровин в выпуске ток-шоу «Первого канала» «Про любовь» 24 ноября 2016 года.
- Сергей Дубровин в выпуске «Лихие 90-е» ток-шоу «Первого канала» «Сегодня вечером» 24 февраля 2018 года.